# جوزيف بيلي (ضابط)
جوزيف بيلي (بالإنجليزية: Joseph Bailey)‏ هو ضابط أمريكي، ولد في 6 مايو 1825 في مقاطعة مورغان في الولايات المتحدة، وتوفي في 21 مارس 1867 في ميزوري في الولايات المتحدة.